# Karélia zászlaja
A zászló 1953 és 1956 között a Karél-Finn Szovjet Szocialista Köztársaság (később ezt visszaminősítették autonóm területté) zászlaja alapján készült: ott a vörös zászlón a kék és a zöld csak keskenyebb csíkként jelent meg.
A vörös sáv a Karélia népei közötti meleg érzelmeket, egységét és együttműködést jelképezi. A kék a tavakat, a zöld pedig az erdőket szimbolizálja.